# Bramhall
Pour les articles homonymes, voir Bramhall (homonymie).
Bramhall est une ville située dans le district métropolitain de Stockport, dans le sud du Grand Manchester, en Angleterre. Sa population est d'environ 25 000 habitants. Bramhall est connue pour son manoir, Bramall Hall, l'un des plus grands bâtiments du XIVe siècle dans le Cheshire.